# Serratosculum flavonigrum
Serratosculum flavonigrum är en stekelart som beskrevs av Heinrich 1968. Serratosculum flavonigrum ingår i släktet Serratosculum och familjen brokparasitsteklar. Inga underarter finns listade i Catalogue of Life.